# Rovinjština
Rovinjština je zemljopisno-povijesni naziv za jedan zapadni dio poluotoka Istre. Nalazi se u Hrvatskoj. Zove se po glavnom naselju ovog kraja, gradiću Rovinju.
Površine je 291 km². Prostire se na sjeveru do Limskog kanala, na zapadu je Jadransko more, na istoku je Pazinština, a na jugu se prostire do Puljštine.
Upravnom organizacijom ovaj kraj obuhvaća Grad Rovinj i četiri općine, općine Bale, Kanfanar i Žminj; ponekad se Žminjština uzima za odvojenu cjelinu. Ukupno se ovom kraju nalazi 58 naselja. 
Kraj je vapnenački i krševit. Reljefno predstavlja visoravan. Obala je niska, vrlo razvedena, s brojnim otocima i otočićima. Klima je sredozemna. 2001. je godine na popisu ovdje zabilježeno 20.185 stanovnika. Kraj je naseljen od davnih vremena. Nekad je ovdje djelovala mala Cissanska biskupija. Hrvati su se u ove krajeve doselili još u ranom srednjem vijeku. U srednjem vijeku ovi su krajevi bili opustili pa su mletačke vlasti u 15. i 16. st. naselili hrvatske izbjeglice s juga Hrvatske. U srednjem je vijeku dio Rovinjštine nalazio se je u Pazinskoj knežiji unutar Austrijskog Carstva. Unutarnjom Rovinjštinom išla je granica dviju političkih cjelina Istre, Istre pod Mletcima i Istre pod Austrijom. Rovinj se razvijao još pod Mletcima kao luka pod mletačkom vlašću. Osobit rast zabilježio je s početcima razvoja industrije u 19. stoljeću (duhan, riblje konzerve, likeri). 